# Circuitul feminin ITF

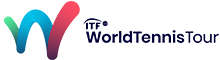
Logo

Circuitul feminin ITF  este un circuit mondial de turnee profesioniste de tenis feminin organizat de Federația Internațională de Tenis (ITF).

## Istorie
Acesta servește ca un circuit de antrenament pentru circuitul WTA, organizat de Women's Tennis Association. Există câteva sute de competiții ca parte a circuitului, având loc pe tot globul (inclusiv în România), cu premii între 10.000 de dolari și 100.000 de dolari. În competițiile parte din circuit se câștigă puncte pentru calificarea în turneele WTA.

## Clasamentele ITF și WTA în sezonul 2021
| ITF Women's World Tennis Tour 2021 (4 ianuarie - 4 aprilie)                                                      | ITF Women's World Tennis Tour 2021 (4 ianuarie - 4 aprilie) | ITF Women's World Tennis Tour 2021 (4 ianuarie - 4 aprilie) | ITF Women's World Tennis Tour 2021 (4 ianuarie - 4 aprilie) | ITF Women's World Tennis Tour 2021 (4 ianuarie - 4 aprilie) | ITF Women's World Tennis Tour 2021 (4 ianuarie - 4 aprilie) | ITF Women's World Tennis Tour 2021 (4 ianuarie - 4 aprilie) | ITF Women's World Tennis Tour 2021 (4 ianuarie - 4 aprilie) | ITF Women's World Tennis Tour 2021 (4 ianuarie - 4 aprilie) | ITF Women's World Tennis Tour 2021 (4 ianuarie - 4 aprilie) | ITF Women's World Tennis Tour 2021 (4 ianuarie - 4 aprilie) | ITF Women's World Tennis Tour 2021 (4 ianuarie - 4 aprilie) |
| ↓categorie / faze→                                                                                               | C                                                           | F                                                           | SF                                                          | QF                                                          | Rundă 16 echipe                                             | Rundă 32 echipe                                             | Rundă 64 echipe                                             | Q                                                           | Q3                                                          | Q2                                                          | Q1                                                          |
| --- | ----------------------------------------------------------- | ----------------------------------------------------------- | ----------------------------------------------------------- | ----------------------------------------------------------- | ----------------------------------------------------------- | ----------------------------------------------------------- | ----------------------------------------------------------- | ----------------------------------------------------------- | ----------------------------------------------------------- | ----------------------------------------------------------- | ----------------------------------------------------------- |
| W100+H (48S, 32Q)                                                                                                | 150                                                         | 90                                                          | 55                                                          | 28                                                          | 14                                                          | 7                                                           | 1                                                           | 6                                                           | 4                                                           | N/A                                                         | N/A                                                         |
| W100+H (32S, 32/24Q)                                                                                             | 150                                                         | 90                                                          | 55                                                          | 28                                                          | 14                                                          | 1                                                           | N/A                                                         | 6                                                           | 4                                                           | N/A                                                         | N/A                                                         |
| W100+H (32S, 48/64Q)                                                                                             | 150                                                         | 90                                                          | 55                                                          | 28                                                          | 14                                                          | 1                                                           | N/A                                                         | 6                                                           | 4                                                           | 2                                                           | N/A                                                         |
| W100+H (16D) | 150                                                         | 90                                                          | 55                                                          | 28                                                          | 1                                                           | N/A                                                         | N/A                                                         | N/A                                                         | N/A                                                         | N/A                                                         | N/A                                                         |
| W100 (48S, 32Q)                                                                                                  | 140                                                         | 85                                                          | 50                                                          | 25                                                          | 13                                                          | 6                                                           | 1                                                           | 6                                                           | 4                                                           | N/A                                                         | N/A                                                         |
| W100 (32S, 32/24Q)                                                                                               | 140                                                         | 85                                                          | 50                                                          | 25                                                          | 13                                                          | 1                                                           | N/A                                                         | 6                                                           | 4                                                           | N/A                                                         | N/A                                                         |
| W100 (32S, 48/64Q)                                                                                               | 140                                                         | 85                                                          | 50                                                          | 25                                                          | 13                                                          | 1                                                           | N/A                                                         | 6                                                           | 4                                                           | 2                                                           | N/A                                                         |
| W100 (16D) | 140                                                         | 85                                                          | 50                                                          | 25                                                          | 1                                                           | N/A                                                         | N/A                                                         | N/A                                                         | N/A                                                         | N/A                                                         | N/A                                                         |
| W80+H (48S, 32Q)                                                                                                 | 130                                                         | 80                                                          | 48                                                          | 24                                                          | 12                                                          | 6                                                           | 1                                                           | 5                                                           | 3                                                           | N/A                                                         | N/A                                                         |
| W80+H (32S, 32/24Q)                                                                                              | 130                                                         | 80                                                          | 48                                                          | 24                                                          | 12                                                          | 1                                                           | N/A                                                         | 5                                                           | 3                                                           | N/A                                                         | N/A                                                         |
| W80+H (32S, 48/64Q)                                                                                              | 130                                                         | 80                                                          | 48                                                          | 24                                                          | 12                                                          | 1                                                           | N/A                                                         | 5                                                           | 3                                                           | 1                                                           | N/A                                                         |
| W80+H (16D) | 130                                                         | 80                                                          | 48                                                          | 24                                                          | 1                                                           | N/A                                                         | N/A                                                         | N/A                                                         | N/A                                                         | N/A                                                         | N/A                                                         |
| W80 (48S, 32Q)                                                                                                   | 115                                                         | 70                                                          | 42                                                          | 21                                                          | 10                                                          | 5                                                           | 1                                                           | 5                                                           | 3                                                           | N/A                                                         | N/A                                                         |
| W80 (32S, 32/24Q)                                                                                                | 115                                                         | 70                                                          | 42                                                          | 21                                                          | 10                                                          | 1                                                           | N/A                                                         | 5                                                           | 3                                                           | N/A                                                         | N/A                                                         |
| W80 (32S, 48/64Q)                                                                                                | 115                                                         | 70                                                          | 42                                                          | 21                                                          | 10                                                          | 1                                                           | N/A                                                         | 5                                                           | 3                                                           | 1                                                           | N/A                                                         |
| W80 (16D) | 115                                                         | 70                                                          | 42                                                          | 21                                                          | 1                                                           | N/A                                                         | N/A                                                         | N/A                                                         | N/A                                                         | N/A                                                         | N/A                                                         |
| W60+H (48S, 32Q)                                                                                                 | 100                                                         | 60                                                          | 36                                                          | 18                                                          | 9                                                           | 5                                                           | 1                                                           | 5                                                           | 3                                                           | N/A                                                         | N/A                                                         |
| W60+H (32S, 32/24Q)                                                                                              | 100                                                         | 60                                                          | 36                                                          | 18                                                          | 9                                                           | 1                                                           | N/A                                                         | 5                                                           | 3                                                           | N/A                                                         | N/A                                                         |
| W60+H (32S, 48/64Q)                                                                                              | 100                                                         | 60                                                          | 36                                                          | 18                                                          | 9                                                           | 1                                                           | N/A                                                         | 5                                                           | 3                                                           | 1                                                           | N/A                                                         |
| W60+H (16D) | 100                                                         | 60                                                          | 36                                                          | 18                                                          | 1                                                           | N/A                                                         | N/A                                                         | N/A                                                         | N/A                                                         | N/A                                                         | N/A                                                         |
| W60 (48S, 32Q)                                                                                                   | 80                                                          | 48                                                          | 29                                                          | 15                                                          | 8                                                           | 5                                                           | 1                                                           | 5                                                           | 3                                                           | N/A                                                         | N/A                                                         |
| W60 (32S, 32/24Q)                                                                                                | 80                                                          | 48                                                          | 29                                                          | 15                                                          | 8                                                           | 1                                                           | N/A                                                         | 5                                                           | 3                                                           | N/A                                                         | N/A                                                         |
| W60 (32S, 48/64Q)                                                                                                | 80                                                          | 48                                                          | 29                                                          | 15                                                          | 8                                                           | 1                                                           | N/A                                                         | 5                                                           | 3                                                           | 1                                                           | N/A                                                         |
| W60 (16D) | 80                                                          | 48                                                          | 29                                                          | 15                                                          | 1                                                           | N/A                                                         | N/A                                                         | N/A                                                         | N/A                                                         | N/A                                                         | N/A                                                         |
| W25+H (48S, 32Q)                                                                                                 | 60                                                          | 36                                                          | 22                                                          | 11                                                          | 6                                                           | 3                                                           | 1                                                           | 2                                                           | N/A                                                         | N/A                                                         | N/A                                                         |
| W25+H (32S, 32/24Q)                                                                                              | 60                                                          | 36                                                          | 22                                                          | 11                                                          | 6                                                           | 1                                                           | N/A                                                         | 2                                                           | N/A                                                         | N/A                                                         | N/A                                                         |
| W25+H (32S, 48/64Q)                                                                                              | 60                                                          | 36                                                          | 22                                                          | 11                                                          | 6                                                           | 1                                                           | N/A                                                         | 2                                                           | 1                                                           | N/A                                                         | N/A                                                         |
| W25+H (16D) | 60                                                          | 36                                                          | 22                                                          | 11                                                          | 1                                                           | N/A                                                         | N/A                                                         | N/A                                                         | N/A                                                         | N/A                                                         | N/A                                                         |
| W25 (48S, 32Q)                                                                                                   | 50                                                          | 30                                                          | 18                                                          | 9                                                           | 5                                                           | 3                                                           | 1                                                           | 2                                                           | N/A                                                         | N/A                                                         | N/A                                                         |
| W25 (32S, 32/24Q)                                                                                                | 50                                                          | 30                                                          | 18                                                          | 9                                                           | 5                                                           | N/A                                                         | N/A                                                         | 1                                                           | N/A                                                         | N/A                                                         | N/A                                                         |
| W25 (32S, 48/64Q)                                                                                                | 50                                                          | 30                                                          | 18                                                          | 9                                                           | 5                                                           | N/A                                                         | N/A                                                         | 2                                                           | 1                                                           | N/A                                                         | N/A                                                         |
| W25 (16D) | 50                                                          | 30                                                          | 18                                                          | 9                                                           | 1                                                           | N/A                                                         | N/A                                                         | N/A                                                         | N/A                                                         | N/A                                                         | N/A                                                         |
| W15/W15+H (32S, 32/24Q)                                                                                          | 10                                                          | 6                                                           | 4                                                           | 2                                                           | 1                                                           | N/A                                                         | N/A                                                         | 1                                                           | N/A                                                         | N/A                                                         | N/A                                                         |
| W15/W15+H (32S, 48/64Q)                                                                                          | 10                                                          | 6                                                           | 4                                                           | 3                                                           | 2                                                           | N/A                                                         | N/A                                                         | 1                                                           | N/A                                                         | N/A                                                         | N/A                                                         |
| W15/W15+H (16D)                                                                                                  | 10                                                          | 6                                                           | 4                                                           | 1                                                           | N/A                                                         | N/A                                                         | N/A                                                         | N/A                                                         | N/A                                                         | N/A                                                         | N/A                                                         |
| S – simplu; D – dublu; Q – calificat; Q1–3 – runda 1-3 de calificare; H – turneul oferă jucătorilor ospitalitate |                                                             |                                                             |                                                             |                                                             |                                                             |                                                             |                                                             |                                                             |                                                             |                                                             |                                                             |

Din cauza întreruperii sezonului din cauza pandemiei de COVID-19 în curs de desfășurare, numărul turneelor din calendar a fost redus. Organele de conducere ale tenisului feminin, ITF și WTA, au decis astfel să mărească punctele la turneele W25 până la W80 din aprilie 2021 până la sfârșitul anului.
| ITF Women's World Tennis Tour 2021 (5 aprilie – 27 decembrie)                                                    | ITF Women's World Tennis Tour 2021 (5 aprilie – 27 decembrie) | ITF Women's World Tennis Tour 2021 (5 aprilie – 27 decembrie) | ITF Women's World Tennis Tour 2021 (5 aprilie – 27 decembrie) | ITF Women's World Tennis Tour 2021 (5 aprilie – 27 decembrie) | ITF Women's World Tennis Tour 2021 (5 aprilie – 27 decembrie) | ITF Women's World Tennis Tour 2021 (5 aprilie – 27 decembrie) | ITF Women's World Tennis Tour 2021 (5 aprilie – 27 decembrie) | ITF Women's World Tennis Tour 2021 (5 aprilie – 27 decembrie) | ITF Women's World Tennis Tour 2021 (5 aprilie – 27 decembrie) | ITF Women's World Tennis Tour 2021 (5 aprilie – 27 decembrie) | ITF Women's World Tennis Tour 2021 (5 aprilie – 27 decembrie) |
| ↓categorie / faze→                                                                                               | C                                                             | F                                                             | SF                                                            | QF                                                            | Rundă 16 echipe                                               | Rundă 32 echipe                                               | Rundă 64 echipe                                               | Q                                                             | Q3                                                            | Q2                                                            | Q1                                                            |
| --- | ------------------------------------------------------------- | ------------------------------------------------------------- | ------------------------------------------------------------- | ------------------------------------------------------------- | ------------------------------------------------------------- | ------------------------------------------------------------- | ------------------------------------------------------------- | ------------------------------------------------------------- | ------------------------------------------------------------- | ------------------------------------------------------------- | ------------------------------------------------------------- |
| W100+H (48S, 32Q)                                                                                                | 150                                                           | 90                                                            | 55                                                            | 28                                                            | 14                                                            | 7                                                             | 1                                                             | 6                                                             | 4                                                             | N/A                                                           | N/A                                                           |
| W100+H (32S, 32/24Q)                                                                                             | 150                                                           | 90                                                            | 55                                                            | 28                                                            | 14                                                            | 1                                                             | N/A                                                           | 6                                                             | 4                                                             | N/A                                                           | N/A                                                           |
| W100+H (32S, 48/64Q)                                                                                             | 150                                                           | 90                                                            | 55                                                            | 28                                                            | 14                                                            | 1                                                             | N/A                                                           | 6                                                             | 4                                                             | 2                                                             | N/A                                                           |
| W100+H (16D) | 150                                                           | 90                                                            | 55                                                            | 28                                                            | 1                                                             | N/A                                                           | N/A                                                           | N/A                                                           | N/A                                                           | N/A                                                           | N/A                                                           |
| W100 (48S, 32Q)                                                                                                  | 140                                                           | 85                                                            | 50                                                            | 25                                                            | 13                                                            | 6                                                             | 1                                                             | 6                                                             | 4                                                             | N/A                                                           | N/A                                                           |
| W100 (32S, 32/24Q)                                                                                               | 140                                                           | 85                                                            | 50                                                            | 25                                                            | 13                                                            | 1                                                             | N/A                                                           | 6                                                             | 4                                                             | N/A                                                           | N/A                                                           |
| W100 (32S, 48/64Q)                                                                                               | 140                                                           | 85                                                            | 50                                                            | 25                                                            | 13                                                            | 1                                                             | N/A                                                           | 6                                                             | 4                                                             | 2                                                             | N/A                                                           |
| W100 (16D) | 140                                                           | 85                                                            | 50                                                            | 25                                                            | 1                                                             | N/A                                                           | N/A                                                           | N/A                                                           | N/A                                                           | N/A                                                           | N/A                                                           |
| W80+H (48S, 32Q)                                                                                                 | 130                                                           | 80                                                            | 48                                                            | 24                                                            | 12                                                            | 6                                                             | 1                                                             | 5                                                             | 3                                                             | N/A                                                           | N/A                                                           |
| W80+H (32S, 32/24Q)                                                                                              | 130                                                           | 80                                                            | 48                                                            | 24                                                            | 12                                                            | 1                                                             | N/A                                                           | 5                                                             | 3                                                             | N/A                                                           | N/A                                                           |
| W80+H (32S, 48/64Q)                                                                                              | 130                                                           | 80                                                            | 48                                                            | 24                                                            | 12                                                            | 1                                                             | N/A                                                           | 5                                                             | 3                                                             | 1                                                             | N/A                                                           |
| W80+H (16D) | 130                                                           | 80                                                            | 48                                                            | 24                                                            | 1                                                             | N/A                                                           | N/A                                                           | N/A                                                           | N/A                                                           | N/A                                                           | N/A                                                           |
| W80 (48S, 32Q)                                                                                                   | 120                                                           | 72                                                            | 43                                                            | 22                                                            | 11                                                            | 5                                                             | 1                                                             | 5                                                             | 3                                                             | N/A                                                           | N/A                                                           |
| W80 (32S, 32/24Q)                                                                                                | 120                                                           | 72                                                            | 43                                                            | 22                                                            | 11                                                            | 1                                                             | N/A                                                           | 5                                                             | 3                                                             | N/A                                                           | N/A                                                           |
| W80 (32S, 48/64Q)                                                                                                | 120                                                           | 72                                                            | 43                                                            | 22                                                            | 11                                                            | 1                                                             | N/A                                                           | 5                                                             | 3                                                             | 1                                                             | N/A                                                           |
| W80 (16D) | 120                                                           | 72                                                            | 43                                                            | 22                                                            | 1                                                             | N/A                                                           | N/A                                                           | N/A                                                           | N/A                                                           | N/A                                                           | N/A                                                           |
| W60+H (48S, 32Q)                                                                                                 | 110                                                           | 66                                                            | 40                                                            | 20                                                            | 10                                                            | 5                                                             | 1                                                             | 5                                                             | 3                                                             | N/A                                                           | N/A                                                           |
| W60+H (32S, 32/24Q)                                                                                              | 110                                                           | 66                                                            | 40                                                            | 20                                                            | 10                                                            | 1                                                             | N/A                                                           | 5                                                             | 3                                                             | N/A                                                           | N/A                                                           |
| W60+H (32S, 48/64Q)                                                                                              | 110                                                           | 66                                                            | 40                                                            | 20                                                            | 10                                                            | 1                                                             | N/A                                                           | 5                                                             | 3                                                             | 1                                                             | N/A                                                           |
| W60+H (16D) | 110                                                           | 66                                                            | 40                                                            | 20                                                            | 1                                                             | N/A                                                           | N/A                                                           | N/A                                                           | N/A                                                           | N/A                                                           | N/A                                                           |
| W60 (48S, 32Q)                                                                                                   | 96                                                            | 58                                                            | 35                                                            | 18                                                            | 9                                                             | 5                                                             | 1                                                             | 5                                                             | 3                                                             | N/A                                                           | N/A                                                           |
| W60 (32S, 32/24Q)                                                                                                | 96                                                            | 58                                                            | 35                                                            | 18                                                            | 9                                                             | 1                                                             | N/A                                                           | 5                                                             | 3                                                             | N/A                                                           | N/A                                                           |
| W60 (32S, 48/64Q)                                                                                                | 96                                                            | 58                                                            | 35                                                            | 18                                                            | 9                                                             | 1                                                             | N/A                                                           | 5                                                             | 3                                                             | 1                                                             | N/A                                                           |
| W60 (16D) | 96                                                            | 58                                                            | 35                                                            | 18                                                            | 1                                                             | N/A                                                           | N/A                                                           | N/A                                                           | N/A                                                           | N/A                                                           | N/A                                                           |
| W25+H (48S, 32Q)                                                                                                 | 78                                                            | 47                                                            | 28                                                            | 14                                                            | 8                                                             | 3                                                             | 1                                                             | 2                                                             | N/A                                                           | N/A                                                           | N/A                                                           |
| W25+H (32S, 32/24Q)                                                                                              | 78                                                            | 47                                                            | 28                                                            | 14                                                            | 8                                                             | 1                                                             | N/A                                                           | 2                                                             | N/A                                                           | N/A                                                           | N/A                                                           |
| W25+H (32S, 48/64Q)                                                                                              | 78                                                            | 47                                                            | 28                                                            | 14                                                            | 8                                                             | 1                                                             | N/A                                                           | 2                                                             | 1                                                             | N/A                                                           | N/A                                                           |
| W25+H (16D) | 78                                                            | 47                                                            | 28                                                            | 14                                                            | 1                                                             | N/A                                                           | N/A                                                           | N/A                                                           | N/A                                                           | N/A                                                           | N/A                                                           |
| W25 (48S, 32Q)                                                                                                   | 65                                                            | 40                                                            | 25                                                            | 13                                                            | 7                                                             | 3                                                             | 1                                                             | 2                                                             | N/A                                                           | N/A                                                           | N/A                                                           |
| W25 (32S, 32/24Q)                                                                                                | 65                                                            | 40                                                            | 25                                                            | 13                                                            | 7                                                             | N/A                                                           | N/A                                                           | 1                                                             | N/A                                                           | N/A                                                           | N/A                                                           |
| W25 (32S, 48/64Q)                                                                                                | 65                                                            | 40                                                            | 25                                                            | 13                                                            | 7                                                             | N/A                                                           | N/A                                                           | 2                                                             | 1                                                             | N/A                                                           | N/A                                                           |
| W25 (16D) | 65                                                            | 40                                                            | 25                                                            | 13                                                            | 1                                                             | N/A                                                           | N/A                                                           | N/A                                                           | N/A                                                           | N/A                                                           | N/A                                                           |
| W15/W15+H (32S, 32/24Q)                                                                                          | 10                                                            | 6                                                             | 4                                                             | 2                                                             | 1                                                             | N/A                                                           | N/A                                                           | 1                                                             | N/A                                                           | N/A                                                           | N/A                                                           |
| W15/W15+H (32S, 48/64Q)                                                                                          | 10                                                            | 6                                                             | 4                                                             | 3                                                             | 2                                                             | N/A                                                           | N/A                                                           | 1                                                             | N/A                                                           | N/A                                                           | N/A                                                           |
| W15/W15+H (16D)                                                                                                  | 10                                                            | 6                                                             | 4                                                             | 1                                                             | N/A                                                           | N/A                                                           | N/A                                                           | N/A                                                           | N/A                                                           | N/A                                                           | N/A                                                           |
| S – simplu; D – dublu; Q – calificat; Q1–3 – runda 1-3 de calificare; H – turneul oferă jucătorilor ospitalitate |                                                               |                                                               |                                                               |                                                               |                                                               |                                                               |                                                               |                                                               |                                                               |                                                               |                                                               |

## Ospitalitate
Turneul notat cu H (hospitality) trebuie să îndeplinească cerințe minime specifice, bazate pe cerințele Federației Internaționale de Tenis. Fiecare jucător din competiția principală de simplu are dreptul la o cameră cu pat, pentru minim patru nopți, nu mai devreme de o zi înainte de competiția principală, apoi în timpul turneului, până în ziua următoare eliminării. Fiecare jucător din competiția principală de dublu are dreptul la o cameră în ziua înscrierii, pentru minim două nopți, apoi în timpul turneului până în noaptea zilei ultimului meci. Jucătorii calificați care avansează în competiția principală sunt asigurați cu aceleași condiții.